# Prágai
A prágai a kora devon földtörténeti kor három korszaka közül a második, amely 410,8 ± 2,8 millió évvel ezelőtt (mya) kezdődött a lochkovi korszak után, és 407,6 ± 2,6 mya ért véget az emsi korszak előtt.
Nevét Csehország fővárosáról, Prágáról kapta. Az elnevezés 1958-ban került be a szakirodalomba.

## Meghatározása
A Nemzetközi Rétegtani Bizottság meghatározása szerint a prágai emelet alapja (a korszak kezdete) a Eognathodus sulcatus konodontafaj megjelenésével kezdődik. Az emelet tetejét (a korszak végét) a Polygnathus kitabicus konodontafaj megjelenése jelzi.